# Comuni della Croazia
I comuni della Croazia (in croato: općine, singolare općina) costituiscono la suddivisione territoriale di secondo livello del Paese, dopo le regioni, e ammontano a 556; i comuni di maggiore rilevanza possiedono il titolo di città (grad).
I comuni della Regione istriana hanno la denominazione bilingue in italiano e croato di comune/općina.
Il comune è l'unità dell'autogoverno locale fondata sul territorio di più abitati che costituiscono un complesso naturale, economico e sociale e sono legati da interessi comuni. Il consiglio comunale (municipale) è l'organo di rappresentanza degli abitanti che emana atti nell'ambito delle competenze del comune (municipalità) e svolge altri lavori in conformità alla legge e allo statuto comunale. L'organo esecutivo comunale (municipale) è il sindaco. Il consiglio comunale (municipale) ed il sindaco (con uno o due vicesindaci o sostituti) vengono eletti ogni quattro anni alle elezioni dirette a suffragio universale secondo le norme stabilite con una legge speciale. Il referendum si può indire per destituire il sindaco (con il/i sostituto/i) nei casi e secondo le modalità previsti dalla legge.
I comuni possono essere divisi in comitati locali con i consigli eletti e il presidente eletto da e tra i consiglieri. I comitati locali hanno ruolo consultivo.

## Croazia centrale

### Regione di Zagabria
- Bedenica
- Brdovec
- Brckovljani
- Bistra
- Dubrava
- Dubravica
- Farkaševac
- Gradec
- Jakovlje
- Klinča Sela
- Kloštar Ivanić
- Krašić
- Kravarsko
- Križ
- Luka
- Marija Gorica
- Orle
- Pisarovina
- Pokupsko
- Preseka
- Pušća
- Rakovec
- Rugvica
- Stupnik
- Žumberak

### Regione di Krapina e dello Zagorje
- Bedekovčina
- Budinščina
- Desinić
- Đurmanec
- Gornja Stubica
- Hrašćina
- Hum na Sutli
- Jesenje
- Kraljevec na Sutli
- Krapinske Toplice
- Konjščina
- Kumrovec
- Marija Bistrica
- Lobor
- Mače
- Mihovljan
- Novi Golubovec
- Petrovsko
- Radoboj
- Sveti Križ Začretje
- Stubičke Toplice
- Tuhelj
- Veliko Trgovišće
- Zagorska Sela
- Zlatar-Bistrica

### Regione di Sisak e della Moslavina
- Donji Kukuruzari
- Dvor
- Gvozd
- Hrvatska Dubica
- Jasenovac
- Lekenik
- Lipovljani
- Majur
- Martinska Ves
- Popovača
- Sunja
- Topusko
- Velika Ludina

### Regione di Karlovac
- Barilović
- Bosiljevo
- Cetingrad
- Draganić
- Generalski Stol
- Josipdol
- Kamanje
- Krnjak
- Lasinja
- Netretić
- Plaški
- Rakovica
- Ribnik
- Saborsko
- Tounj
- Vojnić
- Žakanje

### Regione di Varaždin
- Bednja
- Beretinec
- Breznica
- Breznički Hum
- Cestica
- Donja Voća
- Gornji Kneginec
- Jalžabet
- Klenovnik
- Ljubešćica
- Mali Bukovec
- Martijanec
- Maruševec
- Petrijanec
- Sračinec
- Sveti Đurđ
- Sveti Ilija
- Trnovec Bartolovečki
- Veliki Bukovec
- Vidovec
- Vinica
- Visoko

### Regione di Koprivnica e Križevci
- Drnje
- Đelekovec
- Ferdinandovac
- Gola
- Gornja Rijeka
- Hlebine
- Kalinovac
- Kalnik
- Kloštar Podravski
- Koprivnički Bregi
- Koprivnički Ivanec
- Legrad
- Molve
- Novigrad Podravski
- Novo Virje
- Peteranec
- Podravske Sesvete
- Rasinja
- Sokolovac
- Sveti Ivan Žabno
- Sveti Petar Orehovec
- Virje

### Regione di Bjelovar e della Bilogora
- Berek
- Dežanovac
- Đulovac
- Hercegovac
- Ivanska
- Kapela
- Končanica
- Nova Rača
- Rovišće
- Severin
- Sirač
- Šandrovac
- Štefanje
- Velika Pisanica
- Velika Trnovitica
- Veliki Grđevac
- Veliko Trojstvo
- Zrinski Topolovac

### Regione del Međimurje
- Belica
- Dekanovec
- Domašinec
- Donja Dubrava
- Donji Kraljevec
- Donji Vidovec
- Goričan
- Gornji Mihaljevec
- Kotoriba
- Mala Subotica
- Nedelišće
- Orehovica
- Podturen
- Pribislavec
- Selnica
- Strahoninec
- Sveta Marija
- Sveti Juraj na Bregu
- Sveti Martin na Muri
- Šenkovec
- Štrigova
- Vratišinec

## Istria, costa settentrionale e montagne

### Regione istriana
- Antignana (Tinjan)
- Arsia (Raša)
- Barbana (Barban)
- Canfanaro (Kanfanar)
- Caroiba (Karojba)
- Castellier-Santa Domenica (Kaštelir-Labinci)
- Cerreto (Cerovlje)
- Chersano (Kršan)
- Fasana (Fažana)
- Fontane (Funtana)
- Gallignana (Gračišće)
- Gimino (Žminj)
- Grisignana (Grožnjan)
- Lanischie (Lanišće)
- Lisignano (Ližnjan)
- Lupogliano (Lupoglav)
- Marzana (Marčana)
- Medolino (Medulin)
- Montona (Motovun)
- Orsera (Vrsar)
- Pedena (Pićan)
- Portole (Oprtalj)
- San Lorenzo del Pasenatico (Sveti Lovreč)
- San Pietro in Selve (Sveti Petar u Šumi)
- Santa Domenica (Sveta Nedelja)
- Sanvincenti (Svetvinčenat)
- Torre-Abrega (Tar-Vabriga)
- Valle (Bale)
- Verteneglio (Brtonigla)
- Visignano (Višnjan)
- Visinada (Vižinada)

### Regione litoraneo-montana
- Abbazia (Opatija)
- Bescanuova (Baška)
- Brod Moravice
- Castelmuschio (Omišalj)
- Zaule di Liburnia (Čavle)
- Clana (Klana)
- Castua (Kastav)
- Costrena (Kostrena)
- Dobrigno (Dobrinj)
- Fiume (Rijeka)
- Fužine
- Jelenje
- Laurana (Lovran)
- Lokve (Croazia)
- Malinsca-Dobasnizza (Malinska-Dubašnica)
- Mattuglie (Matulji)
- Mrkopalj
- Ponte (Punat)
- Ravna Gora
- Viškovo
- Skrad
- Draga di Moschiena (Mošćenička Draga)
- Valdivino (Vinodolska)
- Verbenico (Vrbnik)

### Regione della Lika e di Segna
- Brinje
- Carlopago (Karlobag)
- Donji Lapac
- Lovinac
- Perušić
- Plitvička Jezera
- Udbina
- Vrhovine

## Slavonia

### Regione di Virovitica e della Podravina
- Pitomača
- Špišić Bukovica
- Lukač
- Gradina
- Suhopolje
- Sopje
- Voćin
- Čađavica
- Nova Bukovica
- Crnac
- Mikleuš
- Čačinci
- Zdenci

### Regione di Požega e della Slavonia
- Brestovac
- Čaglin
- Jakšić
- Kaptol
- Kutjevo
- Velika

### Regione di Brod e della Posavina
- Bebrina
- Brodski Stupnik
- Bukovlje
- Cernik
- Davor
- Donji Andrijevci
- Dragalić
- Garčin
- Gornja Vrba
- Gornji Bogićevci
- Gundinci
- Klakar
- Nova Kapela
- Okučani
- Oprisavci
- Oriovac
- Podcrkavlje
- Rešetari
- Sibinj
- Sikirevci
- Slavonski Šamac
- Stara Gradiška
- Staro Petrovo Selo
- Velika Kopanica
- Vrbje
- Vrpolje

### Regione di Osijek e della Baranja
- Antunovac
- Bilje
- Bizovac
- Čeminac
- Čepin
- Darda
- Donja Motičina
- Draž
- Drenje
- Đurđenovac
- Erdut
- Ernestinovo
- Feričanci
- Gorjani
- Jagodnjak
- Kneževi Vinogradi
- Koška
- Levanjska Varoš
- Magadenovac
- Marijanci
- Petlovac
- Petrijevci
- Podravska Moslavina
- Podgorač
- Popovac
- Punitovci
- Satnica Đakovačka
- Semeljci
- Strizivojna
- Šodolovci
- Trnava
- Viljevo
- Viškovci
- Vladislavci
- Vuka

### Regione di Vukovar e della Sirmia
- Andrijaševci
- Babina Greda
- Bogdanovci
- Borovo
- Bošnjaci
- Cerna
- Drenovci
- Gradište
- Gunja
- Ivankovo
- Jarmina
- Lovas
- Markušica
- Negoslavci
- Nijemci
- Nuštar
- Privlaka
- Stari Jankovci
- Stari Mikanovci
- Tompojevci
- Tordinci
- Tovarnik
- Trpinja
- Vođinci
- Vrbanja

## Dalmazia

### Regione zaratina
- Bibigne (Bibinje)
- Brevilacqua (Privlaka)
- Calle (Kali)
- Cuclizza (Kukljica)
- Galovac
- Gračac
- Jasenice
- Lissane (Lišane Ostrovičke)
- Novegradi (Novigrad)
- Oltre (Preko)
- Ortopula (Starigrad-Paklenica)
- Poschiane (Pakoštane)
- Pasman (Pašman)
- Polazza (Polača)
- Poličnik
- Possedaria (Posedarje)
- Pogliana (Povljana)
- Puntadura (Vir)
- Rasanze (Ražanac)
- Sali
- Stancovazzo (Stankovci)
- Santi Filippo e Giacomo
- Škabrnja
- San Cassiano (Sukošan)
- Tuconio (Tkon)
- Verchè (Vrsi)
- Zemonico (Zemunik Donji)

### Regione di Sebenico e Tenin
- Biscupia (Biskupija)
- Capocesto (Primošten)
- Chievo (Kijevo)
- Chistagne (Kistanje)
- Civigliane (Civljane)
- Ervenico (Ervenik)
- Morter-Incoronate (Murter-Kornati)
- Promina
- Rogosnizza (Rogoznica)
- Ružić
- Slosella (Pirovac)
- Stretto (Tisno)
- Trebocconi (Tribunj)
- Unešić

### Regione spalatino-dalmata
- Bascavoda (Baška Voda)
- Bol
- Bossoglina (Marina)
- Brella
- Cista d'Imoschi (Cista Provo)
- Clissa (Klis)
- Dizmo (Dicmo)
- Duare (Zadvarje)
- Dugopoglie (Dugopolje)
- Ervazza (Hrvace)
- Gelsa (Jelsa)
- Grado (Gradac)
- Lechievizza (Lećevica)
- Lokvičići
- Lovreć
- Milnà (Milna)
- Muć
- Neresi (Nerežišća)
- Okrug
- Podbablje
- Podgora
- Podstrana
- Postire (Postira)
- Proložac
- Prgomet
- Primorski Dolac
- Pucischie (Pučišća)
- Punta Lunga (Dugi Rat)
- Runovići
- San Giorgio (Sućuraj)
- San Giovanni di Brazza (Sutivan)
- Seghetto (Seget)
- Selza (Selca)
- Šestanovac
- Solta (Šolta)
- Treglia (Trilj)
- Tučepi
- Zagvozd
- Zmijavci

### Regione raguseo-narentana
- Blatta (Blato)
- Breno (Župa dubrovačka)
- Canali (Konavle)
- Iagnina (Janjina)
- Kula Norinska
- Litorale Raguseo (Dubrovačko primorje)
- Lagosta (Lastovo)
- Lombarda (Lumbarda)
- Meleda (Mljet)
- Porto Tolero (Ploče)
- Pojezerje
- Sabbioncello (Orebić)
- Slivno
- Smoquizza (Smokvica)
- Stagno (Ston)
- Trappano (Trpanj)
- Vallegrande (Vela Luka)
- Zažablje